# Malt Herred

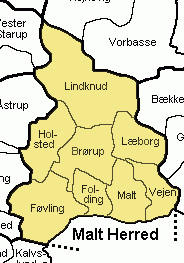
Malt Herred

Malt Herred was een herred in het voormalige Ribe Amt in Denemarken. Bij de gemeentelijke herindeling in 1970 bleven alle parochies deel uitmaken van de nieuwe provincie Ribe. Na 2007 is het gehele gebied deel van de regio Zuid-Denemarken.

## Parochies
Oorspronkelijk omvatte Malt acht parochies. In 1987 werd Askov een zelfstandige parochie vanuit de parochie Malt waarmee het aantal op negen kwam.
- Askov (niet op de kaart)
- Brørup
- Folding
- Føvling
- Holsted
- Lindknud
- Læborg
- Malt
- Vejen